# Mensonges et amour

Mensonges et amour (Hunde haben kurze Beine) est un téléfilm allemand réalisé par Josh Broecker et diffusé en 2006.

## Fiche technique
- Titre original : Hunde haben kurze Beine
- Réalisation : Josh Broecker
- Scénario : Sven Böttcher, Burt Weinshanker
- Durée : 90 minutes

## Distribution
- Tim Bergmann : Thomas Andersen
- Marie-Lou Sellem : Ruth Schäfer
- Dietrich Mattausch (en) : Ludwig Koch
- Philipp Sonntag : Eberhard "Ebi" Berger
- Eva Habermann : Anja Nolte
- Anne-Luise Tietz : Hannah Schäfer
- Us Conradi : Madame Lipanski
- Chajim Koenigshofen : Informateur de Lutz Arnold
- Kai Lentrodt : Phillip Schmidt
- Zoe Moore : Betty
- Irene Rindje : Jasmin Leitner
- Heinrich Schmieder (en) : Lutz Arnold